# Ana Pêgo
Ana Pêgo (Ana Pêgo de Carvalho) é uma bióloga marinha e educadora ambiental portuguesa, criadora do termo da espécie invasora que classifica como Plasticus maritimus.

## Biografia
Ana Pêgo cresceu a 200 m da praia das Avencas (Parede - Cascais) em Portugal.  Estudou Biologia Marinha e Pescas na Universidade do Algarve e foi bolseira de investigação durante vários anos. Um dos locais onde trabalhou foi o Laboratório Marítimo da Guia.
A partir de 2012 começa a dedicar-se à educação ambiental, tendo dado palestras e formações em escolas e em várias instituições de Portugal como a Fundação Calouste Gulbenkian, o Centro Cultural de Belém (CCB), o Museu de Arte, Arquitetura e Tecnologia, o LU.CA - Teatro Luís de Camões (Lisboa) e participado em exposições de arte ecológica. 
Foi investigadora no Laboratório Marítimo da Guia, em Cascais, é actualmente educadora ambiental, “beachcomber” e artista. A constatação e crescente preocupação com o “lixo marinho” levou a que aprofundasse conhecimentos e criasse projetos educativos sobre este tema, com o objetivo de sensibilizar crianças e adultos para o estado dos nossos oceanos e o impacto do lixo marinho na vida de todos os seres que os habitam.

## Obra
- Balaena plasticus

A partir de objectos recolhidos nas praias de Almada e Cascais, criou a Balaena plasticus, uma instalação artística em plástico branco que ocupava um lugar central na exposição "Mar Sem Lixo, Oceanos de Vida”, organizada por uma iniciativa conjunta da Associação Portuguesa do Lixo Marinho e da Câmara Municipal de Almada e que esteve patente entre 22 de julho e 30 de setembro 2014, no CMIA (Centro de Monitorização e Interpretação Ambiental) da Costa da Caparica.
Trata-se da representação de um esqueleto de baleia, feito com 250 peças de plástico branco, com cerca de 10 metros de comprimento, realizado em colaboração com o fotógrafo Luís Quinta. Como indicado no convite da exposição, "A iniciativa, enquadrada na Estratégia Local de Educação para a Sustentabilidade, pretende alertar para a importância da preservação dos oceanos e dos ecossistemas costeiros ,frisando como cada um de nós pode contribuir para os proteger."
A Balaena plasticus esteve em exposição em vários locais do país incluindo o Centro Cultural de Belém, em 2018.
- Projecto Plasticus maritimus

O projeto começou como uma página no Facebook usada para mostrar fotografias de objetos encontrados na praia e passou para um projeto de educação ambiental, que usa várias formas para educar e informar crianças e adultos sobre a questão dos plásticos nos oceanos. Além das fotografias partilhadas nas redes sociais, fazem parte oficinas e palestras para todas as idades e exposições.
- Livro

Em Novembro 2018, publicou o livro "O Plasticus maritimus: Uma Espécie Invasora", um guia de campo ilustrado para quem quiser identificar, recolher, coleccionar e ajudar a eliminar o plástico marinho. Editado pela editora infanto-juvenil Planeta Tangerina, conta com textos de Ana Pêgo e Isabel Minhós Martins e ilustrações de Bernardo P. Carvalho.
O livro está no Plano Nacional de Leitura 2027. 

## Reconhecimentos e Prémios
2015 - Balaena plasticus - "Bgreen Innovation Award" - Greenfest Estoril, Outubro 2015.
2019 - Nomeado para o Prémio BD Amadora: Melhor Desenhador Português de Livro de Ilustração. (Bernardo P. Carvalho, ilustrador do livro Plasticus maritimus)
2020 - O livro Plasticus maritimus: Uma Espécie Invasora, recebeu uma Menção Especial, no Prémio Bologna Ragazzi '20: Non Fiction, distinguindo-se, no parecer do júri, pela variedade de técnicas e "o formato único" deste guia de campo sobre activismo e criatividade. 
2020 - Ganhou o Prémio Quercus 2020 na categoria individual, atribuído pela associação ambientalista Quercus, pelo seu trabalho de consciencialização dos problemas provocados pelo plástico no ambiente marinho.  
2020 - Foi nomeada para os Prémios ACTIVA – Mulheres Inspiradoras 2020 
2021 - Reconhecimento do Clube Soroptimist Lisboa Caravela.
2021 - O livro Plasticus maritimus: Uma Espécie Invasora, seleccionado para os 2021 Outstanding Science Trade Book (EUA).
2021 - O livro Plasticus maritimus: Uma Espécie Invasora, foi nomeado para o prémio francês Livro Ecológico da Juventude 2021, atribuído no Felipé - Festival do Livro e da Imprensa de Ecologia.  (FR)